# Magyar rögbicsapatok listája

## Aktív magyarországi rögbicsapatok

### Extraliga
- Battai Bátor Bulldogok
- Elefántok Rögbi SE
- Esztergomi Vitézek Suzuki
- Fit World Rugby Club
- Kecskeméti Atlétika és Rugby Club

### NB I
- Benny Bulls Rugby Club
- Fehérvári Rögbi Klub
- Pécsi Indiánok
- Szentesi VSC 91-esek Rögbi Klub[1]
- Budapesti Exiles RE

### NB II
- Dunaújvárosi Szomjas Tevék
- Gyöngyösi Farkasok
- Velencei Kék Cápák
- Általános Vállalkozási Főiskola Vak Mókusok
- Gödöllői Ördögök Rögbi Klub
- Restart-CVSE Kék Nefelejcs Rögbi Klub, Cegléd

## Női csapatok
- Esztergomi Vitézek RAFC
- Fehérvár Rugby Club
- Medvék Rugby Club
- Budapest Exiles Ladies
- Nagykőrösi Honfoglalók Rugby Club

## Túracsapatok
- Kalandozó Magyarok

## Megszűnt csapatok
- Vörösmarty SC
- MTK Rögbiklub
- Árpádföldi Rögbiklub
- Újpesti Spartacus
- Botond SC
- OKGT
- Elte-Beac
- Liget SE
- Zöld Sólymok
- Maccabi
- Mecsek Lakóterületi SE
- Győri MGTSZ Rögbi Klub
- Pécsi Termeszek
- Érdi Ártatlanok
- Érdi Darazsak
- Érdi VSE Rögbiszakosztály
- MGM Diósd
- Békásmegyeri LSE Rugby
- Pákozdi Rögbi Klub
- SUB ROSA Rugby
- Miskolci Keselyűk
- Tárnok RC
- Köfém RC
- Fekete Hollók
- Szegedi Mogorva Gorillák
- Mogyoród RC
- Testnevelési Főiskola
- Rendőrtiszti Főiskola
- Leányfalui Old Boy
- Inter RC
- Győri Újkalász MTSZ
- Labor MIM
- III. ker. TTVE
- Szakipari Építők
- Keszthelyi Kék Villámok
- Debrecen Rögbi Klub
- Gyáli Red Bulls Rögbi Klub
- Apostagi Rögbi Klub
- Szentlőrinci Rögbi Klub
- Kőszegi Rögbi Klub
- Zalaegerszegi Harcosok